# Чихрадзе, Александр Львович
Алекса́ндр Льво́вич Чихра́дзе (17 августа 1975, Нальчик) — российский футболист, вратарь. Тренер.

## Карьера
Начал заниматься футболом в ДЮСШ города Нальчика, первый тренер — Владимир Беляев. Выступал за команды «Автозапчасть» (Баксан), ЦСКА-дубль (Москва), «Динамо» (Тбилиси), «Кавказкабель» (Прохладный), «Спартак» (Нальчик). В 1998 году был дисквалифицирован пожизненно за удар судьи Сергея Фурсы, однако через два года дисквалификация была снята.
В 2007—2008 годах был игроком владивостокского клуба «Луч-Энергия». В первом сезоне отстоял всего в 5 матчах, пропустив 10 мячей. В сезоне 2008 года на поле не выходил. 11 июля Чихрадзе юридически оформил свой уход из «Луча-Энергии», который он покинул ещё перед Евро-2008. С тех пор вратарь поддерживал форму самостоятельно, подыскивая варианты трудоустройства. Вратарь собирался вернуться в «Спартак-Нальчик» и уже был близок к подписанию контракта, но в последний момент соглашение не было заключено. 11 августа 2008 заявлен за клуб «МВД России».
В феврале 2009 года после того, как «Луч-Энергия» подписал контракт с новым вратарём — Александром Котляровым, Чихрадзе присоединился на сборе в Турции к команде «Жемчужина-Сочи», с которой вскоре подписал контракт.
В начале 2011 года подписал контракт с новороссийским клубом «Черноморец».
В Премьер-Лиге провёл 31 игру, пропустил 40 мячей.
Летом 2017 года стал тренером вратарей в клубе «Армавир». В 2017 году прошёл стажировку в казанском «Рубине».
С июня 2021 по 1 мая 2023 года — тренер вратарей в воронежском «Факеле».

## Достижения

### Командные
- Второе место в первом дивизионе России — 2005
- Победитель второго дивизиона России, зона «Запад» — 2008
- Победитель второго дивизиона России, зона «Юг» — 2009

### Личные
- Лучший вратарь зоны «Юг» второго дивизиона России — 2009[7]
- Второй вратарь ФНЛ 2011 года по версии OneDivision.ru